# Flyable Heart
《Flyable Heart》（フライアブルハート）是UNiSONSHIFT：Blossom於2009年3月19日發售的戀愛冒險類型成人遊戲。2010年5月28日發售以本作女主角白鹭茉百合为主角的衍生作品《君之余影静静摇曳》，2011年2月25日發售Fandisc《Flyable CandyHeart》。後來也陸續改編成漫畫和小說。
故事中的背景舞台鳳繚蘭學園的是以《Peace@Pieces》的遊華總合学園的姐妹校為範本，而本作的有些角色設定類似於《Peace@Pieces》、《七色★星露》的人物設定。

## 劇情
熱愛美食的主人公葛木晶在某一天突然間收到名校「私立鳳繚蘭學園」的入學簡介和學生証，儘管他不記得自己有被允許轉到該學校的印象，但因爲該學校允許學生免費吃到所有食物便毅然做出轉學決定，不理會父親的哭訴以及路旁謎樣的占卜師的勸阻。在學校與外界相連的橋上，他撞見了學生會長皇奏龍，並在他的誘惑下將一個USB插入到一個機器上，結果被捲入煙火機器爆炸事件。在他醒來后，他受到跟他同樣是轉學生、一周前轉來的稻羽結衣的幫助，最後到校園內參觀，但他入學的這件事，不僅學生會和參與學校行政管理的“繚蘭會”都不知道，就連學園理事長也不知情，不過他的學生証卻是不可能模仿的真品，最後決議讓他轉入鳳繚蘭學園，但是一般男子宿舍已經額滿，他只好被安排到繚蘭會的女子專用宿舍，與繚蘭會會長皇天音、繚蘭會成員水無瀨櫻子、比主人公早一周轉來的稻羽結衣、宿舍舍長九條玖琉璃、玖琉璃製造的機械人MAXX等人同住屋簷下。
主人公之後被皇奏龍强行拉入學生會並被安排打雜職務，與副會長白鷺茉百合、副會長八重野螢、書記早河惠一同工作。此外，他還遇見了只有他自己、稻羽結衣和MAXX三人才能看到的自稱“失憶的幽靈”的雪代鈴乃。在衆人的協助下，主人公漸漸步入正常的學園生活中，參與了學生會組織的“防災演練”水槍大戰、協助繚蘭會接手因人手不足而即將歇業的糕點店limelight、海邊合宿、僵尸試膽大會、糕點大賽等活動，並與不同角色萌發愛情。玩家可以進入稻羽結衣、皇天音、水無瀨櫻子、白鷺茉百合、九條玖琉璃的個人綫路，而作爲大結局的幽靈雪代鈴乃的綫路需要在完成其他綫路后才能開放。
實際上，主人公晶在入學時遇上的爆炸事件將他炸入了一個極度相似的平行世界當中。平行世界中不存在“葛木晶”，取而代之的是稻羽結衣——主人公本應是女兒身，但在母親懷孕時龍鳳胎哥哥死亡，晶吸收了哥哥的基因並發生突變后以男兒身出生；而在平行世界中吸收基因卻未發生突變而以結衣的女兒身出生。平行世界中結衣的父母離異，結衣隨母親改嫁，生父葛木茂樹則在游戲開始四年前執行白鷺茉百合的護衛任務時中彈身亡；在原世界中葛木晶的母親離世，他與父親相依爲命，父親雖同樣在四年前中彈但頑强存活下來。水無瀨櫻子患有心臟病，在原世界中長期住院未曾入學；但在平行世界中因于四年前移植了葛木茂樹遺體捐贈的心臟而康復。鳳繚蘭學園實際上致力於研製時光機，並交由九條玖琉璃領導開發。主人公的突變基因使其獲得了在時光穿越時一定程度上抵抗記憶遺忘的能力，並因此被安排入學鳳繚蘭學園。在原世界20年后的未來，玖琉璃博士成功研製出了時光機“Flyer”，玖琉璃安排她的學生雪代鈴乃乘坐Flyer回到過去阻止葛木晶捲入爆炸。鈴乃試圖打扮為占卜師勸阻主人公無效，更在爆炸時被一同波及，失憶並进入平行世界，由於Flyer的機能成爲除特定人士外無法感知到的“幽靈”。在幾乎全部綫路中主人公均在鈴乃的協助下回到了他的世界，他與衆人的關係因平行世界極度相似的緣故得以同步；唯在結衣綫路中他拒絕了鈴乃的協助留在平行世界。在大結局鈴乃綫路中，鈴乃完成了任務，不捨地回到了20年后的未來。
回到原本世界的主人公協助玖琉璃完成她的時光機，並建議她將時光機取名為“Flyer”。最終，在接續鈴乃綫路的終章（德語，意同游戲副標題“未來已經開始”）中，鈴乃回到了20年后的未來，發現靜靜等待了她20年的主人公，二人終於團聚。

## 登場人物

### 主要人物
葛木晶（聲：-）
生日10月16日。
本作的男主角，因突然轉入鳳繚蘭學園，報到前一天因被捲入爆炸風波而跌入了平行世界，稲羽結衣的突變體，因在母體內吸收了死亡的龍鳳胎哥哥的基因產生了變異，擁有女性染色體卻同時擁有男性身體的謎樣存在，被人稱為「謎樣轉學生」「學生會的終極武器」，愛好是吃。
稲羽結衣（聲：小倉結衣）
生日10月16日。
吸收了死亡的龍鳳胎哥哥的基因但是卻沒有產生突變，本不應該跟晶同時存在，卻因為晶跌入了平行世界而相遇，跟晶一樣，也是位轉學生，在晶入學前一個禮拜轉入，也是晶的同班同學。愛好是吃，時代劇，髮髻。實際上和晶是同一個人，並不是雙胞胎。
皇天音（聲：宮澤ゆあな）
生日10月31日。
學園自治組織「繚蘭會」的會長，負責監視學生會的行動，跟晶同班。雖是皇家的大小姐，但有著很強的責任感。因為哥哥太無哩頭所以討厭被以姓稱呼。
水無瀨櫻子（聲：遠野そよぎ）
在平行世界中於四年前接受了殉職的葛木茂樹的心臟移植治好了疾病，繚蘭會的成員，跟晶同個年級。她宛如天使般的模樣，在學園內，是大家公認的偶像。在現實世界中則因為葛木茂樹並未殉職而持續著治療，當然也從未踏入過校園。
雪代鈴乃（聲：藤森ゆき奈）
來自未來的存在，為了拯救晶，跟晶一起被捲入爆炸風波跌入平行世界從而失去了記憶，因自身的"設備"隱蔽了存在而認為自己是已經死亡為幽靈，可是晶他們卻能看見。
白鷺茉百合（聲：涼森ちさと）
學生會的副會長，也比晶高一個年級，才色兼具成績優秀且運動全能，也是個很溫柔的人。似乎認識晶的父親。
九條玖琉璃（聲：茶谷やすら）
繚蘭會的成員，繚蘭會宿舍的寮長。專攻機械工程學，在自己的房間研究著各種機械。非常喜歡浸浴。

### 次要人物
早河惠（聲：青葉りんご）
學生會的書記，相當敬佩學生會長。編寫程式的天才。
皇奏龍（聲：木島宇太）
學生會長，天音的哥哥。常常會有令人意想不到的舉動。在晶入學時害他被捲入爆炸事件，是引發整起事件的大麻煩。
八重野螢（聲：桃山悟亮）
學生會副會長，非常沉著冷靜、深藏不露，但會對自己的妹妹過度溫柔，是位重度妹控，妹控程度甚至到了流鼻血而不自知。
MAXX（聲：御木もも）
九条くるり跟早河惠共同製作的機器人，是晶的室友也是同班同學。
電堂明（聲：御木もも）
當MAXX的機型在維修時，所使用的人型機器人（女性），MAXX本人非常討厭這種模樣。
皇千羽耶（聲：宗川梗）
皇兄妹的現任母親，是天音真正母親，也是奏龍的繼母，也是學園理事長。
葛木茂樹（聲：子太明）
晶的父親，是位刑警。在平行世界中於四年前於保護白鷺-茉百合的任務中中槍殉職，現實世界中則因為無法放下兒子晶而捱過了死亡。
冰川京一郎（聲：木島宇太）
晶的班主任，負責教數學。

### 白鷺家
白鷺小百合（聲：新堂真弓）
白鷺家長女。
錦小路霞織
白鷺家次女。姓氏不同是因為已經嫁人了。
白鷺詩織
白鷺家的三女。
白鷺巴
白鷺家現在的當家，茉百合的祖母。
白鷺利彦
小百合的老公。

## 製作人員
- 企畫・原案：@ピース
- 監督：@ピース、（Kichiemo、いとうのいぢ、ぺろ）
- 劇本：市川環、風間ぼなんざ、あごバリア
- 原畫：伊東雜音、ぺろ、笹倉綾人
- 樂曲：水月陵

## 漫畫
《Flyable Heart》
石見翔子作畫漫畫，於2009年1月26日至2013年10月26日期間在ASCII MEDIA WORKS的漫畫雜誌《電撃G's Festival! COMIC》Vol.5～Vol.32連載，單行本共三集於2010年7月27日至2013年12月21日發售。
《超萌 我們的Flyable Heart》（いけ!いけ!僕らの Flyable Heart）
由HARVEST出版於2009年7月15日發售（ISBN 978-4434133053），中文版由銘顯文化代理於2010年2月5日發售（ISBN 9789862601396）。

## 小說
《Flyable Heart》
岡崎いずみ寫作小說，伊東雜音插畫。由ENTERBRAIN於2009年6月29日發售（ISBN 978-4757749337），中文版由青文出版社代理於2011年2月18日發售（ISBN 9789862566596）。
《Flyable Heart SSS》
兒玉新一郎寫作小說，由HARVEST出版於2010年5月1日發售（ISBN 978-4434141409），中文版由銘顯文化代理於發售2010年10月14日發售（ISBN 9789862605622）。

## 外部連結
- 官方網站 （页面存档备份，存于）（日語）
- 《Flyable Heart》在視覺小說數據庫的頁面 （英文）